# شتانگهک
شتانگهک (به آلمانی: Stangheck) یک شهر در آلمان است که در اشلسویگ-فلنسبورگ واقع شده‌است. شتانگهک ۲۴۴ نفر جمعیت دارد.